# Educación en el islam

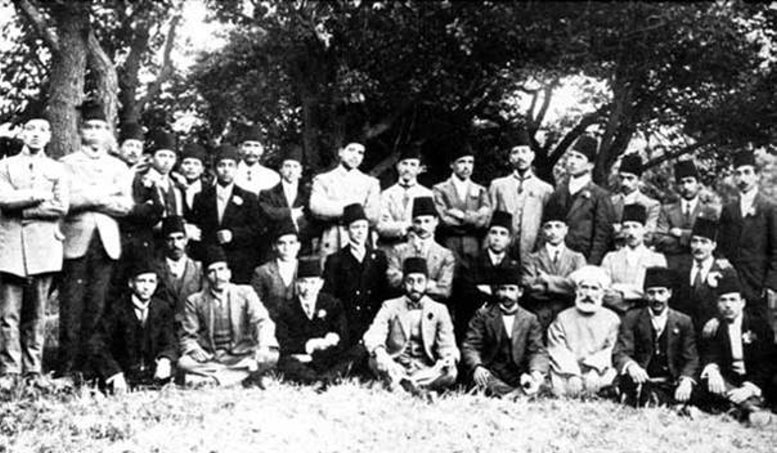
Estudiantes sirios en Maktab Anbar, 1912.

La educación ha jugado un rol central en el islam desde sus inicios, debido en parte a la centralidad de la escritura y su estudio en la tradición islámica. Antes de la era moderna, la educación comenzaba a una edad joven con el estudio del árabe y del Corán. Tras ello, algunos estudiantes proceden a formarse en el tafsir (exégesis coránica) y el fiqh (jurisprudencia islámica), los cuales son vistos como disciplinas particularmente importantes.Durante los primeros siglos del Islam, los establecimientos educacionales eran completamente informales, pero hacia comienzos de los siglos XI y XII, las élites gobernantes comenzaron a establecer instituciones religiosas de educación superior conocidas como madrasas, en un esfuerzo de garantizar el apoyo y la cooperación de los ulemas (expertos religiosos). Pronto, las madrasas se multiplicaron en todo el mundo islámico, lo que ayudó a difundir el aprendizaje islámico más allá de los centros urbanos y uniendo a diversas comunidades islámicas en un proyecto cultural compartido. Las madrasas se dedicaron principalmente al estudio de la ley islámica o Sharia, pero también ofrecían otras asignaturas como teología, medicina y matemáticas. Históricamente, los musulmanes distinguieron disciplinas heredaras de civilizaciones preislámicas, como la filosofía y la medicina, a los cuales llamaban ''ciencias de los antiguos'' o ''ciencias racionales'', de las ciencias religiosas islámicas. Estas ciencias florecieron durante varios siglos, y sus transmisiones formaron parte del marco educacional en el islam clásico y medieval. En algunos casos, fueron apoyados por instituciones como la Casa de la sabiduría en Bagdad, pero con mayor frecuencia, los conocimientos eran transmitidos informalmente de profesor a alumno. Mientras los estudios formales en las madrasas fueron abiertas solo para los hombres, las mujeres de familias principalmente urbanas fueron educadas comúnmente en recintos privados, y la mayoría de ellos recibían y emitían ijazas (diplomas) en estudios del Hadiz, caligrafía y recitación de poemas. Las mujeres trabajadoras aprendían textos religiosos y habilidades prácticas principalmente entre ellas mismas, aunque también recibieron algunas enseñanzas junto con hombres en las mezquitas y residencias particulares.

## Etimología
Existen tres términos en el idioma árabe para referirse al concepto de educación. El más común es ta'līm, de la raíz 'alima, que significa conocer, estar consciente, percibir y aprender. Otro término es tarbiyah de la raíz raba, que significa crecimiento moral y espiritual basado en la voluntad de Dios. El tercer término es ta'dīb de la raíz aduba, que significa ser cultivado o refinado en el comportamiento social.

## Educación premoderna del islam
El enfoque hacia la escritura y su estudio en la tradición islámica ayudó a hacer de la educación, el pilar central de la religión en prácticamente todas los períodos y lugares en la historia del islam. La importancia del aprendizaje en la tradición islámica se ve reflejada en numerosos hadices atribuidos a Mahoma, incluyendo uno que instruye a los fieles a ''buscar conocimiento, incluso en China''. Se vio que este mandato se aplicaba particularmente a los ulemas, pero también en cierta medida al público musulmán en general, como lo demuestra el dictamen de Al-Zarnuji, ''el aprendizaje está prescrito para todos nosotros''. Si bien es imposible calcular los índices de alfabetización en las sociedades islámicas premodernas, es casi seguro de que hayan sido relativamente altas, al menos en comparación con su contraparte europeo.
La educación comenzaría desde una edad temprana, con el estudio de árabe y del Corán, ya sea en el hogar o en una escuela primaria, la cual usualmente está adjunta a una mezquita. Luego de ello, algunos estudiantes proceden a estudiar tafsir (exégesis coránico) y fiqh (jurisprudencia islámica), considerados importantes en la fe islámica. La educación se centraba en la memorización, pero también capacitaban a los estudiantes más avanzados a participar como lectores y escritores en la tradición de comentar los textos estudiados. También implicaba un proceso de socialización de aspirantes a ulemas, quienes provenían virtualmente de todos los contextos sociales, para integrarse en las filas de los ulemas.

Gran parte de la educación estuvo enfocada en las relaciones entre los estudiantes y su profesor. El certificado formal de logro educativo, el ijaza, era otorgado por un ulema en particular en lugar de la institución, y colocaban al galardonado en la genealogía de ulemas, la cual era la única jerarquía reconocida en el sistema educativo. 

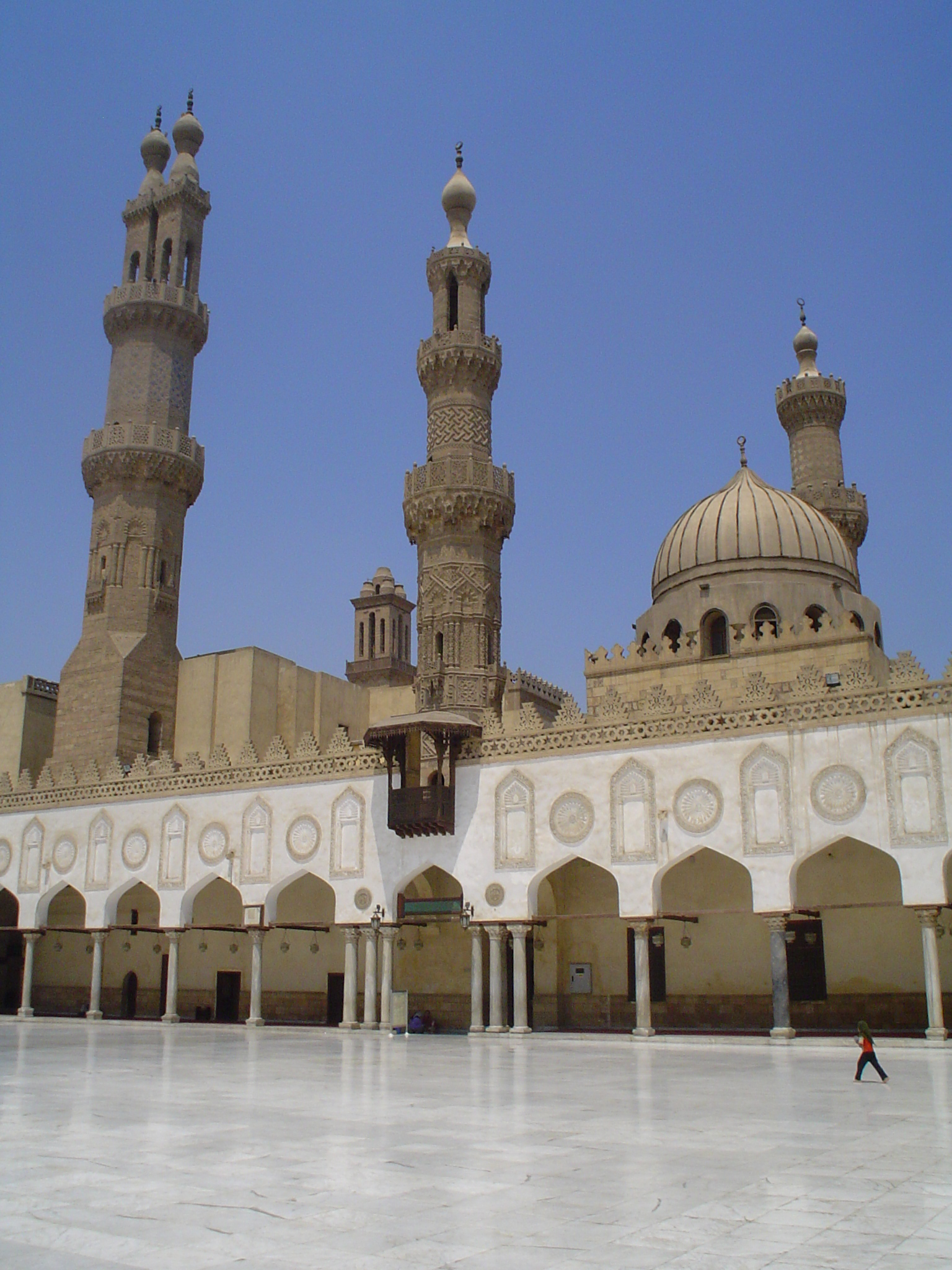
La instrucción organizada en la Mezquita de al-Azhar comenzó en 978.

Si bien las madrasas se dedicaban principalmente al estudio de la ley islámica, también ofrecían asignaturas como teología, medicina y matemáticas. El complejo de la madrasa está compuesto generalmente en una mezquita, una pensión y una biblioteca. Estas son mantenidas por el waqf (donación benéfica), el cual sirve para pagar el sueldo de los profesores, estipendios de estudiantes, y sufraga los costos de construcción y mantenimiento. Las madrasas, a diferencia de las universidades modernas, no poseen un currículum estandarizado ni tampoco un sistema institucionalizado de acreditación.
La Universidad de Qarawiyyin, fundada en 859, está considerada en el Libro de récords Guinness como la universidad que otorga títulos más antigua del mundo. En sus inicios, la Universidad de al-Azhar era una madrasa. La madrasa es una de las reliquias del califato fatimí. Los fatimíes rastrearon su descendencia a la hija de Mahoma, Fátima az-Zahra, y nombraron a la institución usando una variante de su título honorífico Al-Zahra (el brillante). La instrucción organizada en la Mezquita al-Azhar comenzó en 978.

## Ideas

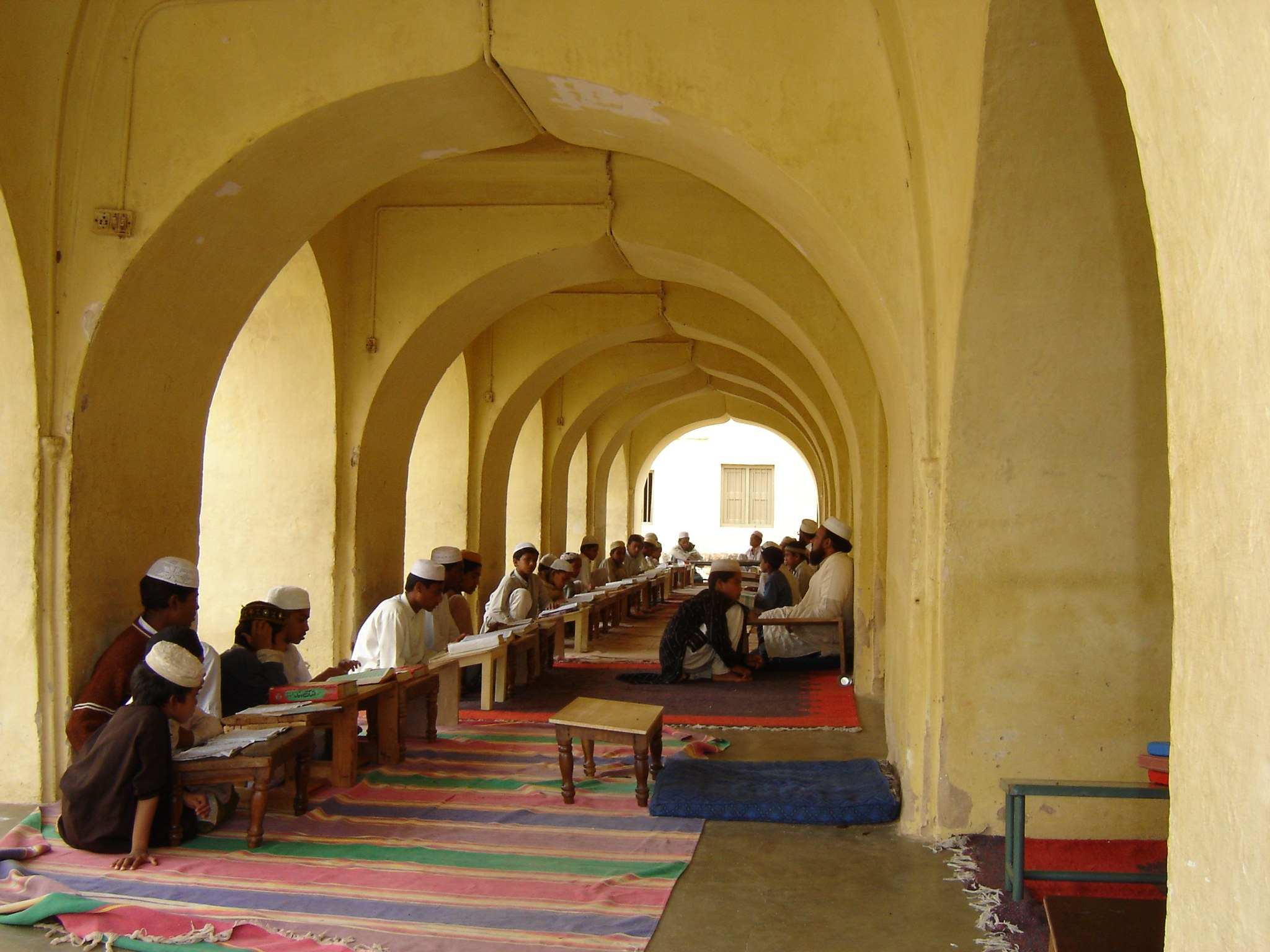
Un madrasa en la Mezquita Jamia Masjid en Srirangapatna, India.

El filósofo malayo Syed Muhammad Naquib al-Attas, describió el propósito islámico de la educación como un crecimiento equilibrado de la personalidad total, a través del entrenamiento del espíritu, intelecto, el yo racional, sentimientos y los sentidos corporales que la fe se infunde en toda la personalidad.
El filósofo iraní Seyyed Hosein Nasr, declaró que si bien la educación prepara a la humanidad para su felicidad en esta vida, ''su objetivo final es la morada de la permanencia y todos los puntos de educación hacia el mundo permanente de la eternidad''.
Según el Nahj al-Balagha, existen dos clases de conocimientos: el conocimiento meramente oído y el que es absorbido. El primer conocimiento no genera beneficio alguno, a menos de que sea absorbido. El conocimiento escuchado se obtiene del exterior, mientras que el conocimiento absorbido se obtiene por medio de la naturaleza y la disposición humana, referido al poder de innovación del individuo.
El Corán es la fuente óptima del conocimiento. Para enseñar tradiciones coránicas, la escuela primaria o Maktab comenzaron a surgir en las mezquitas,casas particulares, locales comerciales, tiendas, e incluso en zonas apartadas.
La Organización de la Conferencia islámica (OIC) ha organizado cinco conferencias sobre educación islámica: en La Meca (1977), Islamabad (1980), Daca (1981), Yakarta (1982), y El Cairo (1987).

## Educación moderna del islam

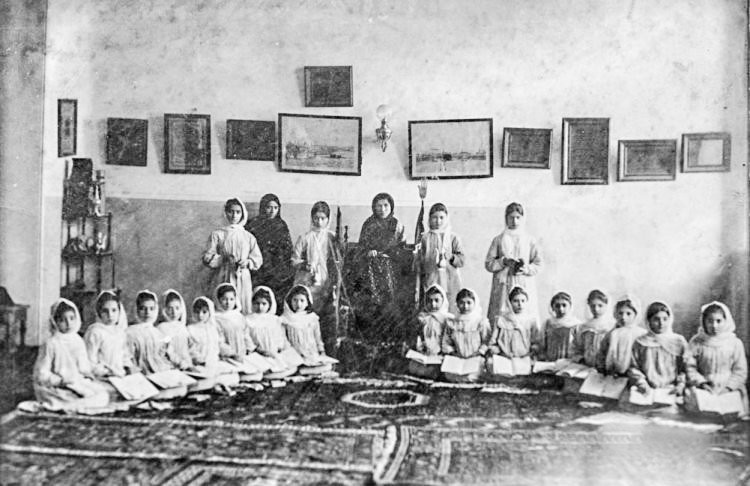
La dramaturga y profesora Sakina Akhundzade, junto con sus alumnas en la escuela musulmana de niñas de Taguiyev, Bakú, Azerbaiyán, 1903.

En general, los grupos minoritarios religiosos usualmente reciben mayor educación que el grupo religioso dominante de un país. Esta tendencia aplica al islam: los musulmanes en Norteamérica y Europa tienen más años formales de educación formal que los cristianos. Además, los cristianos reciben más años formales de educación en los países de mayoría musulmana, como en el África Subsahariana. Sin embargo, la media global de educación son mucho más bajos para los musulmanes, que para los judíos, cristianos, budistas y aquellos que no están afiliados a ninguna religión. A pesar de ello, los musulmanes más jóvenes han logrado avances muchos más grande que cualquiera de los grupos religiosos mencionados anteriormente.
Existe una percepción de una enorme brecha de género en la mayoría de los países islámicos, pero no siempre es el caso. De hecho, la calidad de la educación femenina está más estrechamente relacionada con factores económicos que religiosos. Y, a pesar de que la brecha de género en la educación es real, ha estado reduciéndose en años recientes. Las mujeres de todos los grupos religiosos han obtenido logros académicos mucho más elevados en las generaciones más recientes que la de los hombres.